# Загребелля (Корюківський район)
Загребе́лля — село в Україні, у Сосницькій селищній громаді Корюківського району Чернігівської області. До 2017 центр Загребельської сільської ради до якої входили також села Гапишківка та Масалаївка.
Знаходиться за 1 км від селища Сосниця і за 23 кілометри від залізничної станції Мена.

## Історія
Загребелля — історична частина Сосниці за річкою, яка навесні щороку затоплювалася. Водопілля в Загребеллі описав на сторінках автобіографічної повісті «Зачарована Десна» український письменник Олександр Довженко.
Поблизу села виявлено два поселення доби неоліту (V—IV тис. до н. е.), 3 — доби бронзи (ІІ тис. до н. е.), ранньослов'янського часу та Київської Русі (VIII—IX ст.) і одне юхнівської культури.
У XVII ст. називалося Загребельська слобода. Згодом слобода стала окремим селом. На початку XIX ст. тут проживало 130 козаків і 26 ревізьких селян. Церква Різдва Богородиці з чудотворною іконою збудована у 1870 р. на місці церкви 1643 року. У 1885 р. налічувалось 527 жителів у 102 дворах. За переписом 1897 р. в селі було 154 двори, 873 жителі. У 1924 р. у Загребеллі 257 дворів і 1290 жителів.
На фронтах Німецько-радянської війни воювало 247 загреблян, з них загинуло 179.
Біля села існують поклади гончарної глини. Населення села на околиці райцентру зросло. У 1972 р.-625 жителів, а нині(коли?) 755 жителів.
Кутки — Мала і Велика Гапішківка, Волощучка, Курган, Заколодновка, Дідне.
На 2000 рік налічувалося 331 двір, було 890 мешканців, а на 1988—859 жителів, збільшення відбулося за рахунок переселення з інших населених пунктів. Кількість виборців 741 чол.
Орган місцевого самоврядування — Загребельська сільська рада. Сільський голова: Чепурний Денис Миколайович.
Депутатами районної ради, із числа територіальної громади, обрано: Копил Юлія Володимирівна
У селі є комплекс школа-сад, клуб та бібліотека, є фельдшерсько-акушерський пункт.
Сільськогосподарські землі, станом на 2013 рік, обробляється: фермерським господарством «Хутірське», ПРАТ «Райагрохім», ПП «АРАКС-Плюс»
Корисні копалини: пісок, глина. Промисловість була представлена цегельним заводом, який з 2009 року не працює.
12 червня 2020 року, відповідно до розпорядження Кабінету Міністрів України № 730-р «Про визначення адміністративних центрів та затвердження територій територіальних громад Чернігівської області», увійшло до складу Сосницької селищної громади.
19 липня 2020 року, в результаті адміністративно-територіальної реформи та ліквідації Сосницького району, увійшло до складу Корюківського району Чернігівської області.

## Населення

### Мова
Розподіл населення за рідною мовою за даними перепису 2001 року:
| Мова       | Кількість | Відсоток |
| ---------- | --------- | -------- |
| українська | 835       | 97.89%   |
| російська  | 15        | 1.76%    |
| білоруська | 3         | 0.35%    |
| Усього     | 853       | 100%     |

## Уродженці
- Адаменко Микола Петрович (1931) — український поет, філолог. Член СПУ (1988). Політв'язень радянських тюрем і концтаборів (1953—1956).[6]